# Gerrit Visser
Gerrit Visser (Nieuwendam, 2 febbraio 1903 – Wenatchee, 3 dicembre 1984) è stato un calciatore olandese, di ruolo attaccante.

## Carriera

### Club
Ha sempre giocato nel campionato olandese.

### Nazionale
Ha rappresentato la Nazionale del proprio paese alle Olimpiadi del 1924.